# Pseudogaurax orientalis
Pseudogaurax orientalis är en tvåvingeart som beskrevs av Cherians 1991. Pseudogaurax orientalis ingår i släktet Pseudogaurax och familjen fritflugor.
Artens utbredningsområde är West Bengal (Indien). Inga underarter finns listade i Catalogue of Life.